# Raj, Iran
Rej ali Raj [izgovorjava: Ra] (perz.: شهر ری , Shahr-e-Ray , "mesto Ray "), znan tudi kot Rhages (//reɪdʒəz; grško: Ῥάγαι, Rhagai, latinsko: Rhagae ali Rhaganae) in prej kot Arsacia, je glavno okrožja Raj v provinci Teheran v Iranu in je najstarejše mesto v provinci.
Raj je danes del metropolitanskega območja Teheran. Raj je povezan z metrojem s Teheranom in ima veliko industrije in tovarn. Omejena izkopavanja, kar ni bilo že prej uničeno, so se začela leta 1997 v sodelovanju Organizacije iranske kulturne dediščine in turizma (ICHTO), Oddelka za arheoloških vede Univerze v Bradfordu in Oddelka za arheologijo Univerze v Teheranu.
Opomba o zapisu imena: Po navedbah Iranian Chamber Society je pravilno črkovanje imena mesta v angleščini in perzijščini "Ray" (z "a"), čeprav obstajajo tudi variante . Univerzitetno mesto uporablja zapis "Ray" (Azad University, Shahr-e-Ray) , kot tudi Encyclopædia Iranica objavljena od Columbia University .

## Zgodovina
Naselje je tukaj nastalo že okoli 6000 let pred našim štetjem kot del kultur centralnega platoja. Naselje je bilo uporabljena kot glavno mesto Medijcev imenovano Rhaga. V klasični rimski geografiji je bil imenovan Rhagae. Večkrat je omenjeno v apokrifih (verskih knjigah biblične vsebine). Njegovo ime izvira iz pred medijske dobe. Nekateri zgodovinarji pripisujejo stavbe starodavnim mitološkim monarhom, nekateri drugi menijo, da je bil Raj sedež dinastije zoroastrskega voditelja.
Raj je bogatejši od mnogih drugih antičnih mest zaradi številnih zgodovinskih spomenikov, med katerimi je okoli 3000 let stara grobnica Gebri, 5000 let stara Cheshmeh Ali, 1000 let stara grobnica Bibi Shahr Banoo in karavanseraj Shah Abbasi. Bil je dom stebra znanosti, Muhammad ibn Zakariya al-Razija, perzijskega polihistorja, zdravnika, alkimista in kemika, filozofa in pomembna osebnost v zgodovini medicine.
Po mongolski osvojitvi je bilo mesto hudo poškodovano in je postopoma izgubilo svoj pomen v senci bližjega Teherana.
Tukaj je tudi svetišče posvečeno princesi Shahr Banu, najstarejši hčeri zadnjega vladarja Sasanidskega cesarstva. Rodila je Ali Zayn al Abidina, četrtega svetega imama šiitske vere. Poročena je bila s Huseina ibn Alijem, vnukom preroka Mohameda, preroka islama. Bližnja gora je poimenovana po njej. Nekateri viri pripisujejo svetišče boginji vode in plodnosti Anahiti, trdijo, da je bila preimenovana v islamskih časih za zaščito pred morebitno škodo Irancev po prevzemu islama.

## Glavne znamenitosti
- Svetišče Shah-Abdol-Azim. Svetišče vsebuje grobnico ‘Abdul ‘Adhīm ibn ‘Abdillāh al-Hasanī[4], potomec pete generacije Hasan Ibn 'Alija in spremljevalec Mohameda al- Taqīja. Tukaj je bil pokopan po njegovi smrt v 9. stoletju. V bližini svetišča, znotraj kompleksa, so mavzoleji  Imamzadeh Tahirja, sina četrtega Shī'ah Imama Imam Sajjad in Imamzadeh Hamzeh, brat osmega od dvanajsterice imamov - Imam Reza.
- Cheshmeh-Ali, hrib z izvirom. V letih 1933-19366 so Cheshmeh Ali izkopali arheologi iz Bostona Fine Arts Museum in univerzitetnega muzeja Univerze v Pensilvaniji pod vodstvom Ericha Schmidta. Odkrili os 7.000 let stare artefakte. Nekateri izmed odkritih predmetov so prikazani v muzejih v Iranu, Chicagu in Filadelfiji. Hrib, ki je zdaj v celoti izravnan in večina artefaktov so neuporabni zaradi širitve nepremičnin v letih 1980 in 1990, so pred približno 6.000 leti verjetno naseljevali Arijci. Raj so v času vladavine Kadžarske dinastije uporabljali kot rekreacijsko središče, Fath Ali Shah je pogosto raziskoval mesto. Leta 1831 so njegov portret in nekatere Kadžarske kneze vgravirali na skali ob Cheshmeh Ali,   okolico pa okrasili s ploščami z napisi poezije.
- Stolp Tuğrul, zgrajen pod Seldžuki po naročilu Tuğrul bega leta 1140, ko je preselil prestolnico iz Nishapurja v Raj. Stolp je visok 20 metrov, zunanja površina pa je razdeljena na 24 odsekov, ki poleg manifestiranja lepote in trajnosti, simbolizirajo figure konstelacije, kot tudi 24-urno časovno obdobje (dan in noč )
- Karavanseraj Shah Abbasi je star namestitveni in poslovni kompleks, ki je bil uporabljen kot počivališče za trgovce in se je nahajal na osrednji ulici v bližini bazarja. Sestavljajo ga štiri verande in je obdan s stojnicami, ki so se uporabljale izključno kot tržnica, kjer je bilo blago in drugi komercialni izdelki razstavljeno in so ga trgovci prodajali.
- Ray Bazaar. Nahaja se na severu svetišča Shah-Abdol-Azim in je sestavljen iz dveh delov ter križišča, ki se oblikuje na presečišču. Dolgo je bil center za prodajo začimb, zelišč, tradicionalnega in trgovskega blaga, ki so ga prinesli trgovci preko Svilne ceste. Zgradba bazarja je izdelana iz mavca, opeke, nežgane opeke in blata. Sega v Safavidsko dobo in je star približno 500 let.
- Stolp Anyanaj, osmerokoten stolp znan kot Naqareh Khaneh stoji na pobočju gore Tabarak. Klet je povezana s stolpom od spodaj, skozi predprostor povezan navzven. Stolp je zgrajen iz kamna in mavca in okrašena z zidanimi in cikcak oboki, sega v Seldžuško dobo.
- Grobnica Gebri. Zoroastrijanci, ki so živeli na tem območju, so nekoč zapustili trupla mrtvih na prostem, na zgradbi znani kot Dakhma (perzijsko: دخمه) ali Stolp tišine. V skladu s svojo tradicijo, ko je meso razpadlo, so preostale kosti pokopali. Starodavni Zoroastrijanci niso odobravali onesnaženja zemlje s truplom (Avestansko Zām) s pokopom ali upepelitvijo (Avestansko ātar)  zaradi prepričanja, da so trupla Nasu (nečista). Grobnica Gebri je bila zgrajena kot visoka krožna struktura, visok šest metrov, iz kamna in malte. Sega v 1. tisočletje pred našim štetjem in se je prej imenovala z različnimi imeni kot so Khamoushan stolp, Ostvaran, Ostkhan-ran, Marg (smrt) stolp in Sokout (tišina) stolp.
- Slike vladarjev na gori Ashkan. Po naročilu Kadžarskega šaha Fath Ali, so slike postavili na goro Ashkan kot tobogan in rekreacijsko orodje za monarhovo družino. Na južnih pobočjih gore  je bila groba slika Sasanidskih kraljev vklesana v skalo. Slika je ostala nepopolna. Kasneje bila po nalogu Fath Alija slika izbrisan in nadomeščena z njegovim portretom, medtem ko je imel krono na glavi in sulico v roki usmerjeno v leva.

## Pomembni ljudje
- Muhammad ibn Zakariya al-Razi
- Abu Hatim Muhammad ibn Idris al-Razi
- Abu Zur’ah Ar-Razi
- Abu Hatim al-Razi
- Amin Razi
- Harun al-Rashid
- Fakhr al-Din al-Razi
- Najmeddin Razi
- Morteza Avini
- Mohammad Reza Heydari
- Javad Nekounam
- Farzad Ashoubi
- Hadi Saei
- Alireza Dabir
- Hamid Sourian
- Mehdi Kamrani